# Rizzato
Rizzato is een historisch merk van motorfietsen. De firmanaam was Alessandro Rizzato, later Rizzato Cesare & Co. S.p.A, Padua.
Rizzato is een Italiaans bedrijf dat al in de jaren twintig fietsonderdelen maakte. Vanaf 1972 maakte men echter ook sportieve motorfietsen, voornamelijk terreinmotoren, met 123 cc FB Minarelli-motoren.
Cesare Rizzato maakte ook de Atala-fietsen.